# Ignacio Ovejero y Ramos
Ignacio Ovejero y Ramos (Madrid, 1828-1889) fue un compositor español.

## Biografía
Nació en Madrid, hijo de Pedro Ovejero, notario mayor de la vicaría eclesiástica. Fue su padre quien le puso en el camino de la música: Ignacio estudió solfeo y piano con Román Jimeno e Ibáñez, y recibió también algunas lecciones del compositor Mariano Rodríguez Ledesma. A los once años, compuso y dirigió una sinfonía a toda orquesta en el Teatro del Príncipe matritense. A los dieciocho, presentó a una empresa circense de la capital la ópera italiana titulada Hernán Cortés, cantada el 18 de marzo de 1848 en presencia de los reyes.
Ovejero se dedicó sobre todo al género religioso, en el que, para octubre de 1867, había cultivado ya cerca de doscientas obras. También se destacó como organista, y fue organista primero supernumerario de la Real Colegiata de San Isidro de Madrid desde 1852 hasta 1855. En 1858, fue nombrado maestro supernumerario de órgano del Real Conservatorio Superior de Música de Madrid.
Entre sus composiciones religiosas, se cuentan siete misas con orquesta, diecinueve letanías, once salves, cinco oficios de difuntos, una misa de réquiem, una numerosa colección de letrillas dedicadas a Dios, la Virgen y varios santos, un tedeum y otras varias obras. En 1858, escribió una zarzuela en un acto titulada La Cabaña, que se estrenó el día 30 de agosto en el Teatro del Circo de Madrid. Como director de orquesta, llegó a ser uno de los que más funciones religiosas tenía a su cargo. Se vio alejado de la música, sin embargo, por el fallecimiento de su esposa primero y el de su hija después. Ovejero habría fallecido en 1889.